# 코넬리우스 오스굿
코넬리우스 오스굿(Cornelius Osgood, 1905년 3월 20일, 미국 매사추세츠 윈체스터 ~1985년 1월 6일, 미국 코네티컷 뉴헤이븐)은 인류학자로 알려져있다.
1947년7월에 인천과 강화도를 방문하고 이곳과 한국의 여러곳을 주의깊에 연구한 것으로 알려져있다.

## 저서
- The Koreans and their culture(한국인과 그들의 문화 1954)
-  Ingalik material culture(잉갈릭 문화의 산물들)

## 같이 보기
- 인천
- 강화도